# Северный (Калининский район)
Северный — хутор в Калининском районе Краснодарского края.
Входит в состав Гришковского сельского поселения.

## География

### Улицы
- ул. Северная,
- ул. Южная.

## Население
| 2002 | 2010 |
| ---- | ---- |
| 107  | ↗111 |